# Palpibracus chilensis
Palpibracus chilensis är en tvåvingeart som först beskrevs av Jacques-Marie-Frangile Bigot 1885.  Palpibracus chilensis ingår i släktet Palpibracus och familjen husflugor. Inga underarter finns listade i Catalogue of Life.